# Kreševska povelja
Kreševska povelja, povelja izdana pod gradom Kreševom, danas najstariji pisani dokument u kome se prvi put spominje ime grada Kreševa, nastaloga stoljećima prije. Pisana je davnog 12. kolovoza 1434. godine čiji se izvornik čuva u Državnom arhivu u Dubrovniku. Do danas nisu otkriveni pouzdani povijesni izvori, koji bi mogli točno odrediti vrijeme nastanka grada Kreševa.